# Elliot Levey
Elliot Levey (n. Inglaterra, 1974) es un actor inglés conocido por sus participaciones en televisión y teatro.

## Biografía
Estudió en la escuela Clifton College y en la Universidad de Oxford. 
Elliot está casado con Emma Loach. La pareja le dio la bienvenida a su primer hijo Samuel Levey en el 2001, el 18 de enero del 2003 le dieron la bienvenida a su segundo hijo, que nació con síndrome de Dawn, y más tarde le dieron la bienvenida a su tercer hijo.

## Carrera
En el 2006 obtuvo un pequeño papel en la película británica The Queen donde interpretó a un director de televisión, la película fue protagonizada por la actriz Helen Mirren.
En el 2008 se unió al elenco recurrente de la serie Hotel Babylon donde interpretó a Mark Mason hasta el 2009.
En el 2009 apareció como invitado en la última temporada de la serie de acción y aventura Robin Hood donde interpretó a Benjamin Palmer.
En el 2011 apareció en un episodio de la serie médica Casualty donde interpretó a Tim McCaffrey.
En el 2013 se unió al elenco recurrente de la serie Da Vinci's Demons donde interpretó al noble Francisco Pazzi, que cegado por su odio a los Medici busca destruirlos, hasta el 2014 después de que su personaje fuera condenado a muerte por su ataque contra los Medici.

## Filmografía

### Series de televisión
| Año         | Título            | Personaje             | Notas                               |
| ----------- | ----------------- | --------------------- | ----------------------------------- |
| 2016        | Grantchester      | Laszlo Herzl          | episodio # 2.4                      |
| 2015        | Man Down          | Director              | 2 episodios                         |
| 2014        | Ripper Street     | Ralph Ackerman        | episodio "The Peace of Edmund Reid" |
| 2014        | The Wrong Mans    | Sgt. Hopwood          | 2 episodios                         |
| 2014        | New Tricks        | Tim Dugdale           | episodio "Romans Ruined"            |
| 2014        | Jamaica Inn       | Ambrose               | 3 episodios - miniserie             |
| 2013 - 2014 | Da Vinci's Demons | Francesco de Pazzi    | 8 episodios                         |
| 2014        | Silent Witness    | Adam Freedman         | 2 episodios                         |
| 2013        | Truckers          | Líder de AA           | episodio # 1.4                      |
| 2012        | Parade's End      | Coronel Levin         | 2 episodios - miniserie             |
| 2012        | A Touch of Cloth  | Aiden Hawkchurch      | 2 episodios                         |
| 2011        | Casualty          | Tim McCaffrey         | episodio "Rogue"                    |
| 2008 - 2009 | Hotel Babylon     | Mark Mason            | 9 episodios                         |
| 2009        | Monday Monday     | Hombre                | episodio # 1.2                      |
| 2009        | Robin Hood        | Benjamin Palmer       | episodio "Do You Love Me?"          |
| 2008        | Casualty 1907     | Abraham "Abe" Goldman | episodio # 1.1                      |
| 2006        | Holby City        | Pete Golding          | 4 episodios                         |
| 2006        | EastEnders        | Dr. Jered Holtz       | 2 episodios                         |
| 2003        | Doctors           | Prof. Daniel Dryer    | episodio "Alpha Male"               |
| 2000        | Fat Friends       | Aaron Ports           | episodio "Fat Free"                 |
| 1994        | Lovejoy)          | Tony                  | episodio "Holding the Baby"         |

### Películas
| Año  | Título                               | Personaje                | Notas                                                                                            |
| ---- | ------------------------------------ | ------------------------ | ------------------------------------------------------------------------------------------------ |
| 2016 | Oscuros                              | Ethan Watkins            | junto a Addison Timlin, Jeremy Irvine y Harrison Gilbertson                                      |
| 2014 | Spooks: The Greater Good             | Emerson                  | junto a Peter Firth, Kit Harington, Elyes Gabel, Jennifer Ehle, Lara Pulver y Tuppence Middleton |
| 2013 | Don't Miss the Cup                   | Alex                     | corto - junto a Tamsin Greig, Martin Hancock, Fraser James, Leon Ockenden y Nathaniel Parker     |
| 2012 | Energy Saver                         | Steve                    | corto - junto a Kate Sissons, Peter Sissons y Ruth Gibson                                        |
| 2008 | Filth and Wisdom                     | Empresario               | junto a Eugene Hutz, Holly Weston, Vicky McClure y Richard E. Grant                              |
| 2007 | Sex, the City and Me                 | Jackson                  | junto a Sarah Parish, Ben Miles, Daniel Lapaine, Shaun Dingwall, Burn Gorman y Raza Jaffrey      |
| 2006 | Casualty 1906                        | Abraham "Abe" Goldman    | junto a Dorothy Duffy, Nicholas Farrell, Ronnie Fox y Fiona Gillies                              |
| 2006 | The Queen                            | Director de Televisión   | junto a Helen Mirren, James Cromwell, Alex Jennings y Roger Allam                                |
| 2006 | Beau Brummell: This Charming Man     | Sastre                   | junto a James Purefoy, Hugh Bonneville, Nicholas Rowe y Philip Davis                             |
| 2005 | Song of Songs                        | Gideon                   | junto a Amber Agha, Nick Atkinson, Tamara Barnett-Herrin y Amanda Boxer                          |
| 2004 | Nut?                                 | Jim                      | cortometraje                                                                                     |
| 2004 | Amnesia                              | Doctor Stanic            | junto a John Hannah, Jemma Redgrave, Anthony Calf, Patrick Malahide y Brendan Coyle              |
| 2004 | Judas                                | Eliakim                  | junto a Johnathon Schaech, Jonathan Scarfe, Tim Matheson y Fiona Glascott                        |
| 2003 | The Visual Bible: The Gospel of John | Nathanael                | junto a Christopher Plummer, Henry Ian Cusick, Stuart Bunce y Daniel Kash                        |
| 2003 | SuperTex                             | Benjamin "Boy" Breslauer | junto a Stephen Mangan, Jan Decleir y Maureen Lipman                                             |
| 2002 | Sirens                               | Miembro de SOCO          | junto a Daniela Nardini, Greg Wise, Robert Glenister y Sarah Parish                              |
| 2002 | Song of Songs                        | Isaac                    | junto a KiKi Teague, Kevin Otto y Aaron Norvell                                                  |
| 2001 | A Lump in My Throat                  | Shmuley                  | junto a David Decio y Neil Pearson                                                               |
| 2000 | The Low Down                         | Peter                    | junto a Aidan Gillen, Kate Ashfield, Dean Lennox Kelly y Tobias Menzies                          |
| 2000 | Jason and the Argonauts              | Canthus                  | junto a Frank Langella, Natasha Henstridge, Derek Jacobi, Angus Macfadyen y Dennis Hopper        |
| 1999 | Jesus                                | Recaudador de Impuestos  | junto a Jeremy Sisto, Debra Messing, Armin Mueller-Stahl, Jacqueline Bisset y Gary Oldman        |

### Videojuegos
| Año  | Título        | Personajes | Notas                           |
| ---- | ------------- | ---------- | ------------------------------- |
| 2002 | Warrior Kings | -          | prestó su voz para el personaje |

### Equipo misceláneo
| Año  | Título               | Notas   |
| ---- | -------------------- | ------- |
| 2010 | Oranges and Sunshine | ADR voz |

### Teatro
| Año  | Obra                      | Personaje        | Director         | Teatro                      | Notas                                                                      |
| ---- | ------------------------- | ---------------- | ---------------- | --------------------------- | -------------------------------------------------------------------------- |
| 2012 | Canvas                    | Rory             | -                | Chichester Festival Theatre | junto a Sarah Hadland, Dean L. Kelly, Oliver Milburn y Hattie Ledbury      |
| 2011 | Much Ado About Nothing    | Don John         | -                | -                           | junto a David Tennant y Catherine Tate                                     |
| 2010 | Danton's Death            | -                | Michael Grandage | National Theatre            | junto a Toby Stephens, Eleanor Matsuura y Barnaby Kay                      |
| 2010 | The Habit of Art          | Neil             | -                | National Theatre            | junto a Richard Griffiths                                                  |
| 2009 | All's Well That Ends Well | 1st Lord Dumaine | -                | National Theatre            | -                                                                          |
| 2007 | Take Flight               | -                | -                | Menier Theatre              | -                                                                          |
| 2005 | Henry IV, Parts 1 & 2     | Sir Walter Blunt | -                | National Theatre            | -                                                                          |
| 2005 | His Dark Materials        | Jasper/Kaisa     | Nicholas Hytner  | National Theatre            | junto a Michelle Dockery, David Harewod, Alistair Petrie y Lesley Manville |